# Gryon odontogonusi
Gryon odontogonusi är en stekelart som först beskrevs av Jean Risbec 1955.  Gryon odontogonusi ingår i släktet Gryon och familjen Scelionidae. Inga underarter finns listade i Catalogue of Life.